# Yucca coahuilensis
Yucca coahuilensis (englischer Trivialname: Coahuila-Texas Yucca) ist eine Pflanzenart der Gattung der Palmlilien (Yucca) in der Familie der Spargelgewächse (Asparagaceae).

## Beschreibung
Yucca coahuilensis wächst solitär und ist stammlos. Die flexiblen, grasartigen, biegsamen, fein faserigen, grünen bis blaugrünen Laubblätter sind 40 bis 80 cm lang und bis 1,5 cm breit.
Der in den Blättern beginnende, verzweigte Blütenstand ragt weit über die Blätter hinaus, wird 1,5 bis 2,5 Meter hoch. Die hängenden, glockenförmigen, weißen bis cremefarbenen Blüten weisen eine Länge von 1,5 bis 3 cm und einen Durchmesser von etwa 1,5 cm auf. Die Blütezeit reicht von April bis Juni.

## Vorkommen und Systematik
Diese Art ist der südlichste Vertreter (Nordmexico) der Sektion Chaenocarpa Serie Glaucae. Im Gegensatz dazu wächst der nördlichste Vertreter Yucca glauca ssp. albertana in Südkanada. Sie ist mit dem im Mittelwesten vorkommenden Vertreter der Serie Glaucae Yucca arkansana ssp. louisianensis nahe verwandt.
Yucca coahuilensis  ist in Mitteleuropa mit Schutz in den Wintermonaten frosthart bis minus 18 °C. In Albuquerque, New Mexico sind Exemplare zu bewundern. Die Art ist in Sammlungen selten.
Yucca coahuilensis ist im Grenzgebiet zwischen USA und Mexiko in den Staaten Texas und Chihuahua in Grasland zwischen „Xerophytenbüschen“ in Höhenlagen bis 300 m verbreitet. Diese Art wächst oft vergesellschaftet mit Yucca treculiana und verschiedenen Kakteenarten.
Die Erstbeschreibung durch Eizi Matuda und Ignacio Piña Luján ist 1980 veröffentlicht worden.

## Bilder
Yucca coahuilensis:

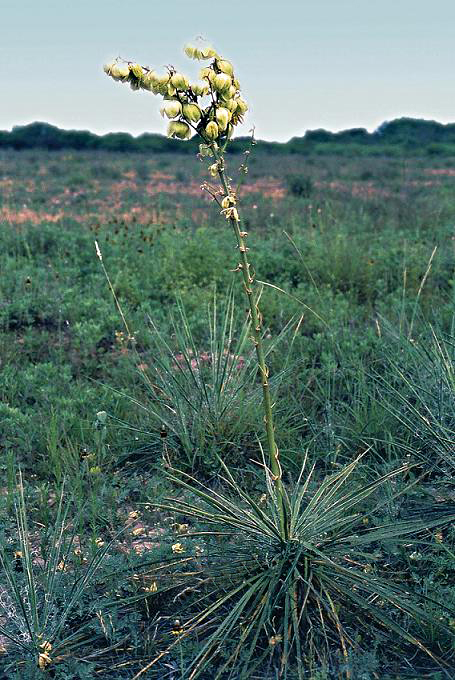
Mit Blütenresten in Mexiko
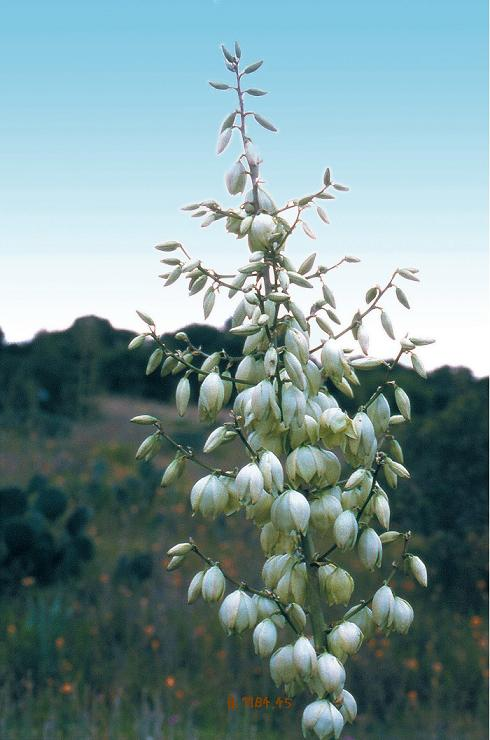
Typischer Blütenstand in Texas
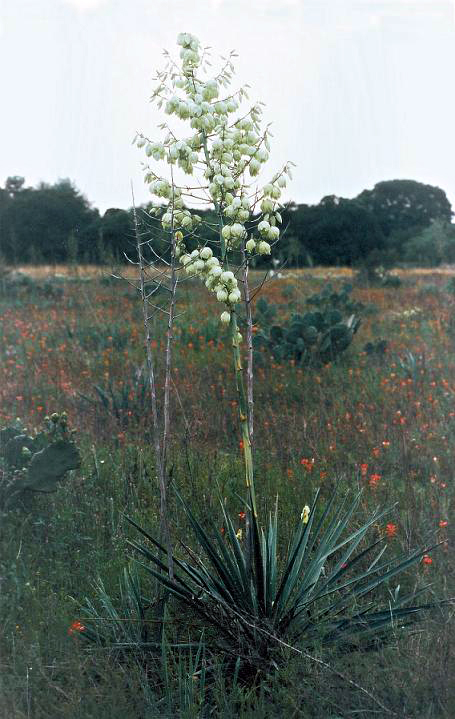
Mit Blütenstand in Texas